# Verwaltungskompetenz
Der Begriff Verwaltungskompetenz (auch Verwaltungszuständigkeit) bezeichnet im deutschen öffentlichen Recht die Kompetenz der Exekutive, Gesetze auszuführen. Die Ausführung von Gesetzen geschieht durch deren Anwendung auf Einzelfälle. Dies fällt in die Zuständigkeit sowohl des Bundes als auch der Bundesländer. Wessen Behörden für den Vollzug von Gesetzen zuständig sind, wird durch das Grundgesetz in Art. 30 sowie durch Art. 83–Art. 91 GG geregelt.
Den Vollzug von Gesetzen bezeichnet die Rechtswissenschaft als gesetzesakzessorische Verwaltung. Von der gesetzesakzessorischen ist die gesetzesfreie Verwaltung zu unterscheiden, bei der die Verwaltung mit einem eigenen Ausgestaltungsspielraum handelt. Eine solche besteht etwa bei der kommunalen Selbstverwaltung.
Von der Verwaltungskompetenz zu unterscheiden ist die Gesetzgebungskompetenz der Legislative.

## Kompetenzen beim Vollzug von Landes- und Bundesgesetzen
Aufgrund der Gliederung Deutschlands in Bundesländer können sowohl der Bund als auch die Länder Gesetze erlassen, welche durch die Verwaltung vollzogen werden. Ähnlich wie es bei den Gesetzgebungskompetenzen der Fall ist, sind auch die Verwaltungskompetenzen zwischen Bund und Ländern aufgeteilt.

### Vollzug von Landesgesetzen
Der Vollzug von Landesgesetzen fällt gemäß Art. 30 GG in den Zuständigkeitsbereich der Länder, die ihr Recht in eigener Angelegenheit ausführen. Daher entscheiden diese darüber, wie sie ihr Recht ausführen, bestimmen also insbesondere das Verwaltungsverfahren. Die Länder haben in diesem Bereich also die Organisationshoheit, kraft derer sie entscheiden, welche Behörden sie einrichten und welche Aufgaben sie ihnen zuweisen. Der Bund ist am Vollzug von Landesgesetzen grundsätzlich nicht beteiligt.

### Vollzug von Bundesgesetzen
Beim Vollzug von Bundesgesetzen ist zwischen Landeseigenverwaltung, Bundesauftragsverwaltung und bundeseigener Verwaltung zu unterscheiden. Den Grundsatz des Vollzugs von Bundesgesetzen hält Art. 83 GG fest. Hiernach erfolgt der Vollzug von Bundesgesetzen durch die Länder. Dies stellt den rechtlichen und praktischen Regelfall dar.

#### Landeseigenverwaltung, Art. 84 GG
Vollziehen die Länder Bundesgesetze in eigener Verantwortung, handelt es sich um Landeseigenverwaltung im weiteren Sinn. Bei der Landeseigenverwaltung bestimmen die Länder gemäß Artikel 84 des Grundgesetzes für die Bundesrepublik Deutschland das Verwaltungsverfahren. Auch hier haben die Länder also die Organisationshoheit. Der Bund führt gemäß Art. Art. 84 Absatz 3 Satz 1 GG allerdings die Rechtsaufsicht über die Verwaltungstätigkeit der Länder. In deren Rahmen prüft er, ob die Länder die Bundesgesetze in rechtmäßiger Weise umsetzen.

##### Vollzugsvorgaben
Im zu vollziehenden Gesetz darf der Bund Vorgaben zum Gesetzesvollzug machen. Von diesen dürfen die Länder allerdings gemäß Art. 84 Absatz 1 Satz 2 GG grundsätzlich durch Gesetz abweichen. Die Abweichungsmöglichkeit darf der Bund gemäß Art. 84 Absatz 1 Satz 5 GG lediglich dann ausschließen, falls ein besonderes Bedürfnis nach bundeseinheitlicher Regelung besteht. Dies trifft etwa zu, falls der Gesetzeszweck ohne bundeseinheitliche Anwendung nicht erreicht werden kann. Art. 84 Absatz 1 Satz 6 GG bestimmt, dass ein Gesetz, das die Abweichungsbefugnis der Länder ausschließt, der Zustimmung des Bundesrats bedarf. Umstritten ist in der Rechtswissenschaft, ob sich dieses Zustimmungserfordernis auf den Ausschluss beschränkt oder ob er das gesamte Gesetz erfasst, in dem der Ausschluss enthalten ist. Das Bundesverfassungsgericht hatte dies für die Vorgängerregelung des Art. 84 Absatz 1 Satz 6 GG bejaht.

##### Durchgriff auf kommunale Ebene
Ausgeschlossen ist gemäß Art. 84 Absatz 1 Satz 7 GG ein unmittelbarer Durchgriff des Bundes auf die Gemeinden und die Gemeindeverbände. Hierdurch sollen diese Körperschaften vor einer Überlastung durch Aufgabenzuweisung geschützt werden. Der Bund bezweckte mit der Übertragung von Verwaltungsaufgaben an die kommunalen Verwaltungsträger, diese die Verwaltungskosten tragen zu lassen. Durch die Föderalismusreform von 2006 wurde diese Möglichkeit durch Einführung von Art. 84 Absatz 1 Satz 7 GG beseitigt. Unzulässig ist hiernach die Übertragung neuer oder die Erweiterung bereits übertragener Aufgaben.

##### Verwaltungsvorschriften und Einzelweisungen
Art. 84 Absatz 2 GG räumt der Bundesregierung die Möglichkeit ein, das Verwaltungsverfahren in den Ländern durch den Erlass allgemeiner Verwaltungsvorschriften zu steuern. Hierbei handelt es sich um behördeninterne Vorgaben, die eine einheitliche Verwaltungspraxis gewährleisten sollen. Der Erlass einer Verwaltungsvorschrift kann lediglich durch die Bundesregierung als Kollegium erfolgen, mithin nicht durch ein einzelnes Regierungsmitglied. Er bedarf der Zustimmung des Bundesrats. Weicht ein Land gemäß Art. 72 Absatz 3 GG von einem Bundesgesetz ab, verliert der Bund die Möglichkeit, das Landeshandeln in Bezug auf das Bundesgesetz durch Verwaltungsvorschriften zu erlassen.
Gemäß Art. 84 Absatz 5 Satz 1 GG kann der Bund durch Gesetz anordnen, dass er den Ländern in Einzelfällen Weisungen bezüglich des Gesetzesvollzugs erteilen darf. Dies wird in der Rechtswissenschaft als Ingerenzrecht des Bundes bezeichnet. Hierdurch kann er die Landesregierung zu einem bestimmten Verhalten verpflichten. Die Möglichkeit zur Weisungserteilung sehen beispielsweise § 74 Absatz 2 des Aufenthaltsgesetzes sowie § 28 Absatz 3 des Landbeschaffungsgesetzes vor. Um das Weisungsrecht effektiv ausnutzen zu können, besitzt die Bundesregierung einen Anspruch gegen die Länder auf umfassende Information zu dem betroffenen Sachbereich. So darf der Bund beispielsweise von den Ländern Stellungnahmen verlangen. Ein Weisungsrecht kommt lediglich in Fällen in Frage, die erheblich vom typischen Gesetzesvollzug abweichen. Weisungsadressat ist grundsätzlich die für den betroffenen Fachbereich zuständige oberste Landesbehörde. Die Weisung kann von der Bundesregierung oder einem einzelnen Minister ausgehen.

##### Kosten
Gemäß Art. 104a Absatz 1 GG tragen grundsätzlich die Länder die Kosten der Landeseigenverwaltung.

#### Bundesauftragsverwaltung, Art. 85 GG
Für Materien, die das Grundgesetz ausdrücklich benennt, führen die Länder Bundesgesetze im Auftrag des Bundes aus. Dies wird in der Rechtswissenschaft als Bundesauftragsverwaltung bezeichnet. Für einige Bereiche ist die Bundesauftragsverwaltung zwingend angeordnet. Dies trifft beispielsweise gemäß Art. 90 Absatz 3 GG auf die Verwaltung der Bundesstraßen zu. In anderen Bereichen besitzt der Bund die Möglichkeit, eine Bundesauftragsverwaltung anzuordnen. Hiervon hat er etwa gemäß Art. 87c GG in Verbindung mit § 24 des Atomgesetzes für die Verwaltung in Angelegenheiten des Atomrechts Gebrauch gemacht.

##### Wahrnehmungskompetenz der Länder
Gemäß Art. 85 Absatz 1 Satz 1 GG bestimmen bei der Bundesauftragsverwaltung grundsätzlich die Länder über das Verwaltungsverfahren, da es sich bei der Auftragsverwaltung um eine besondere Form der Landesverwaltung handelt. Auch erfolgt der Vollzug von Bundesrecht gegenüber Dritten ausschließlich durch die Länder. Diese besitzen also die Wahrnehmungskompetenz. Dem Bund ist es daher verwehrt, in Bezug auf das zu vollziehende Gesetz gegenüber Dritten in rechtserheblicher Weise tätig zu werden. Der Bund darf allerdings im zu vollziehenden Gesetz Regelungen bezüglich des Verwaltungsverfahrens treffen, von denen die Länder anders als im Fall der Landeseigenverwaltung nicht abweichen dürfen.
Auch im Rahmen der Bundesauftragsverwaltung ist dem Bund der unmittelbare Zugriff auf Gemeinden und Gemeindeverbände gemäß Art. 85 Absatz 1 Satz 2 GG untersagt.

##### Sachkompetenz des Bundes
Neben der Rechtsaufsicht führt der Bund gemäß Art. 85 Absatz 4 Satz 1 GG Fachaufsicht. Daher beschränkt sich seine Kontrolle nicht nur auf die Rechtmäßigkeit des Landeshandelns, sondern erstreckt sich auch auf dessen Zweckmäßigkeit. Der Bund besitzt also die Sachkompetenz, also das Recht, in der Sache zu entscheiden.
Gemäß Art. 85 Absatz 2 Satz 1 GG kann die Bundesregierung Verwaltungsvorschriften erlassen. Zusätzlich kann sie Regelungen zur Ausbildung der Beamten und Angestellten aufstellen. Ebenfalls werden die Leiter der Mittelbehörden, bei denen es sich um Landesbeamte handelt, mit ihrem Einvernehmen besetzt.
Weiterhin dürfen oberste Bundesbehörden gemäß Art. 85 Absatz 3 Satz 1 GG den Landesbehörden Weisungen bezüglich der Ausführung des Bundesrechts erteilen. Einer gesetzlichen Grundlage bedarf es hierfür anders als bei der Landeseigenverwaltung nicht. Auch beschränkt sich das Weisungsrecht nicht auf Einzelfälle. Weisungsadressat ist grundsätzlich die sachlich zuständige oberste Landesbehörde. Falls dies erforderlich ist, darf die Bundesregierung gemäß Art. 85 Absatz 3 Satz 2 GG allerdings auch untergeordnete Landesbehörden anweisen. Die angewiesene Behörde ist verpflichtet, einer Weisung zu folgen, soweit diese verfassungsmäßig ist. Die Verfassungsmäßigkeit einer Weisung setzt voraus, dass diese für den betroffenen Sachbereich zuständig ist. Weiterhin muss der Bund den ungeschriebenen Grundsatz des bundesfreundlichen Verhaltens achten. Dies geschieht, indem er die anzuweisende Behörde vorher anhört, seine Weisung hinreichend klar formuliert und sich diese als ultima ratio darstellt. Auch darf der Weisungsinhalt keinen offensichtlichen Verfassungsverstoß darstellen. Schließlich muss die Weisung innerhalb des Zuständigkeitsbereichs des Bundes liegen. Die Verfassungsmäßigkeit einer Weisung kann im Rahmen eines Bund-Länder-Streits durch das Bundesverfassungsgericht überprüft werden.

##### Kosten
Gemäß Art. 104a Absatz 2 GG trägt der Bund die Kosten, die sich daraus ergeben, dass er die Länder mit dem Vollzug beauftragt. Dies meint lediglich die Ausgaben, die sich unmittelbar des Gesetzeszwecks entstehen. Diese werden daher in der Rechtswissenschaft als Zweckausgaben bezeichnet. Die Kosten, die durch den Betrieb von Verwaltungseinheiten entstehen, tragen dagegen gemäß Art. 104a Absatz 5 Satz 1 GG die Länder.

#### Bundeseigenverwaltung, Art. 86-90 GG
Schließlich kann der Bund seine Gesetze selbst ausführen. Dies wird als Bundeseigenverwaltung oder bundeseigene Verwaltung bezeichnet. Auch diese ist nur in Angelegenheiten möglich, die das Grundgesetz ausdrücklich benennt. Erforderlich ist eine Bundeseigenverwaltung etwa gemäß Art. 87 Absatz 1 GG im Bereich des Auswärtigen Diensts sowie der Bundesfinanzverwaltung. Weiterhin in bundeseigener Verwaltung geführt werden beispielsweise die Bundeswehrverwaltung (Art. 87b Absatz 1 Satz 1 GG), die Bundeseisenbahnverkehrsverwaltung (Art. 87e Absatz 1 Satz 1 GG) und die Deutsche Bundesbank (Art. 88 GG). Darüber hinaus darf der Bund gemäß Art. 87 Absatz 3 Satz 1 GG für Angelegenheiten, für die ihm die Gesetzgebung zusteht, selbständige Bundesoberbehörden sowie Körperschaften und Anstalten des öffentlichen Rechts errichten. Auf dieser Rechtsgrundlage wurden etwa das Kraftfahrt-Bundesamt und das Bundeskartellamt errichtet. Ungeschriebene Kompetenzen des Bundes, wie sie im Bereich der Gesetzgebung anerkannt sind, kommen nach allgemeiner Auffassung in der Rechtswissenschaft im auch im Bereich der Verwaltung in Frage. Sie sind jedoch lediglich in Ausnahmefällen zulässig, um einen Widerspruch zu Art. 83 GG zu vermeiden.
Bundeseigenverwaltung kann der Bund gemäß Art. 86 Satz 1 GG auf zwei Wegen betreiben: Durch unmittelbare und durch mittelbare Bundesverwaltung. Unmittelbare Bundesverwaltung liegt vor, wenn der Bund seine Gesetze durch Bundesbehörden mit oder ohne eigenem Verwaltungsunterbau vollziehen lässt. Mittelbare Bundesverwaltung liegt vor, wenn der Gesetzesvollzug durch rechtlich verselbständigte juristische Personen des öffentlichen Rechts erfolgt, die durch den Bund errichtet werden und dessen Weisungen unterstehen. Als juristische Personen des öffentlichen Rechts kommen Körperschaften, Anstalten und Stiftungen des öffentlichen Rechts in Frage.
Die Errichtung von Verwaltungseinheiten des Bundes fällt gemäß Art. 86 Satz 2 GG in die Zuständigkeit der Bundesregierung. Gemäß Art. 86 Satz 1 GG darf sie zudem allgemeine Verwaltungsvorschriften erlassen. Ob auch der einzelne Minister Verwaltungsvorschriften erlassen darf, ist in der Rechtswissenschaft strittig.

### Mischverwaltung
Da das Grundgesetz Verwaltungskompetenzen entweder dem Bund oder dem Land zuordnet, ist eine Mischverwaltung von Bund und Ländern nach vorherrschender Auffassung in der Rechtswissenschaft unzulässig, soweit sie nicht im Grundgesetz vorgesehen ist. Durch dieses Verbot soll sichergestellt werden, dass einzelne Aufgaben eindeutig einem Verwaltungsträger zugeordnet sind.
Zulässig ist die Mischverwaltung in bestimmten Aufgabenbereichen. Gemäß Art. 91b Absatz 1 Satz 1 GG dürfen Bund und Länder beispielsweise in Fällen überregionaler Bedeutung bei der Förderung von Wissenschaft, Forschung und Lehre zusammenwirken.

## Veranschaulichung
- Ausführung von Landesgesetzen: grundsätzlich Sache der Länder (Art. 30 GG)
- Ausführung von Bundesgesetzen:
  - grds. durch Länder als eigene Angelegenheit (Art. 83, Art. 84 GG)
  - durch Länder im Auftrag des Bundes (Bundesauftragsverwaltung) (Art. 85 GG)
  - durch den Bund (Bundeseigene Verwaltung) (Art. 86, Art. 87 GG)
    - durch Bundesbehörden
      - mit eigenem Verwaltungsunterbau (z. B. Art. 87 Abs. 1 GG (zwingend), Art. 87 Abs. 3 S. GG (fakultativ, bei neuen Aufgaben und dringendem Bedarf))
      - ohne eigenen Verwaltungsunterbau (Art. 87 Abs. 3, S. 1 GG (fakultativ, Aufgabe muss ohne Verwaltungsunterbau zentral wahrnehmbar sein))

    - durch bundesunmittelbare Körperschaften und Anstalten des öffentlichen Rechts (Art. 87 Abs. 2 und 3, S. 1 GG)

  - Gemeinschafts- bzw. Mischverwaltung Bund/Länder („Dritte Ebene“)